# Tumebacillus
Genre
Tumebacillus est un genre de bactéries à Gram positif de la famille des Alicyclobacillaceae.

## Taxonomie
Le nom correct complet (avec auteur) de ce taxon est Tumebacillus Steven et al. 2008.
L'espèce type est : Tumebacillus permanentifrigoris Steven et al. 2008.

## Étymologie
L'étymologie du nom de genre Tumebacillus est la suivante : Tu.me.ba.cil.lus. L. adj. pref. tume-, enflé (comme dans tumefacere pour «faire enfler»); L. masc. n. bacillus, un petit bâtonnet; N.L. masc. n. Tumebacillus, bâtonnet enflé, ce qui se rapporte à l'aspect large, de l'extrémité enflée des sporanges observées en microscopie [une meilleure latinisation probable serait Tumidibacillus].

### Liste des espèces
Selon LPSN (4 mars 2024), le genre Tumebacillus comprend 10 espèces publiées de manière valide :
- Tumebacillus algifaecis Wu et al. 2015
- Tumebacillus amylolyticus Kang et al. 2022
- Tumebacillus avium Sung et al. 2018
- Tumebacillus flagellatus Wang et al. 2013
- Tumebacillus ginsengisoli Baek et al. 2011
- Tumebacillus lacus Zhang et al. 2023
- Tumebacillus lipolyticus Prasad et al. 2015
- Tumebacillus luteolus Her et al. 2015
- Tumebacillus permanentifrigoris Steven et al. 2008
- Tumebacillus soli Kim & Kim 2016